# Antyklina

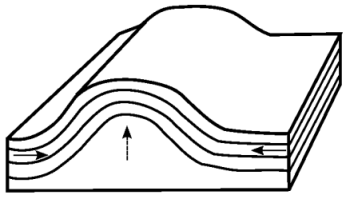
Antyklina

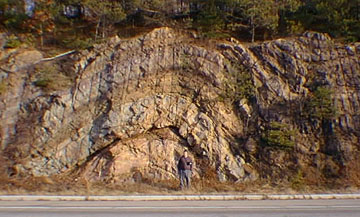
Antyklina i synklina w gnejsie

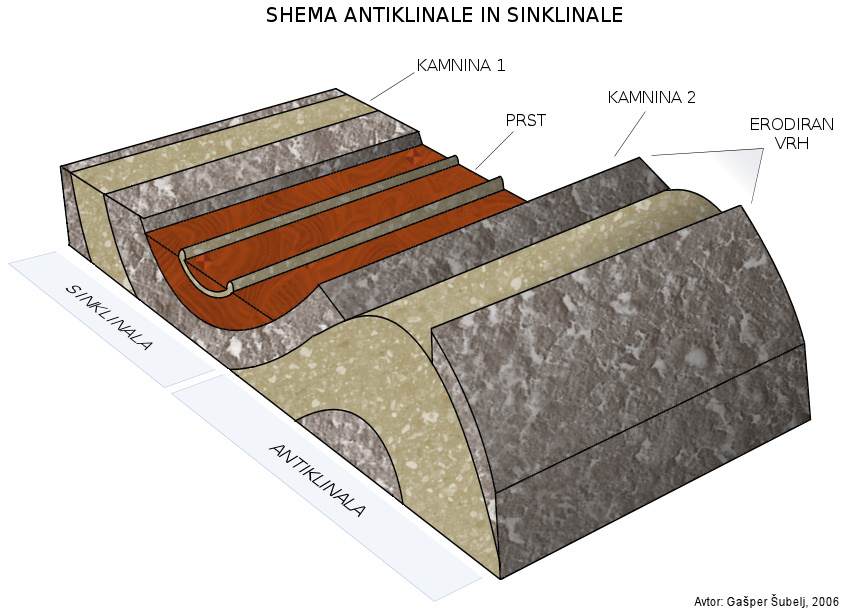
Antyklina i synklina na schemacie

Antyklina, siodło (gr. anti – przeciw i klinein – nachylać) – w geologii wypukły fałd, którego wnętrze zbudowane jest ze skał starszych, na zewnątrz zaś (na tzw. skrzydłach) występują skały coraz młodsze. Proste normalne w stosunku do płaszczyzn odpowiadających poszczególnym warstwom skalnym tworzą w antyklinie wiązkę rozbieżną.
Zamknięciem antykliny jest peryklina.